# Edgar Anton Häring
Edgar Anton Häring (né le 11 mai 1894 à Frittlingen et mort le 25 juillet 1971 à Ingolstadt) est préfet apostolique de Shohchow en 1927, puis évêque titulaire d'Anthédon (de) et vicaire apostolique de Shohchow en 1933 puis évêque du diocèse de Shuozhou de 1946 à 1962.